# Maze Runner - Il labirinto
Maze Runner - Il labirinto (The Maze Runner) è un film del 2014 diretto da Wes Ball.
Film di fantascienza ambientato in un futuro distopico, è l'adattamento cinematografico del romanzo Il labirinto (2009), scritto da James Dashner.

## Trama
Thomas si sveglia in un ascensore metallico, che lo porta in un cortile erboso all'interno di un vasto perimetro, la Radura, circondata e delimitata da alte pareti grigie, dove viene salutato e accolto da altri ragazzi. Il giovane non riesce a ricordare nulla, ma Alby, il leader della radura, gli dice che la stessa cosa è successa a tutti i presenti, e che l'unica cosa che potrà ricordare sarà il proprio nome.
In seguito incontra Chuck, un ragazzo molto giovane, e i due diventano amici. Il ragazzo apprende che, ogni mese, l'ascensore (la Scatola, come viene chiamato dai ragazzi) porta una nuova persona, mentre tutte le settimane porta alcuni rifornimenti, a volte anche armi. Newt, secondo in comando e intendente, spiega che i radurai più abili e veloci diventano Velocisti: si tratta degli unici del gruppo a cui è consentito entrare nel Labirinto che circonda la Radura. Lo esplorano alla ricerca di una via di fuga durante il giorno, ma devono essere di ritorno prima del tramonto, perché l’ingresso del Labirinto si chiude e nessuno è mai sopravvissuto a una notte al suo interno, dato che le sue sezioni cambiano ogni volta.
In seguito, Thomas viene violentemente attaccato da Ben, il quale è stato punto da uno dei Dolenti, mostri mortali che si nascondono nel Labirinto. La puntura causa la cosiddetta Mutazione, un aumento esponenziale della violenza nel soggetto colpito tale da renderlo pericoloso. Dopo averlo bloccato, i Radurai spingono a forza Ben nel Labirinto mentre le porte si chiudono, poiché egli è diventato una minaccia per il gruppo. Il giorno successivo Minho, un Velocista, e Alby tentano di ripercorrere i passi di Ben nel labirinto, ma Alby viene punto e reso incosciente. Minho appare al crepuscolo, trascinando Alby, ma non è in grado di raggiungere l'ingresso in tempo. Vedendo questo, Thomas corre nel labirinto un secondo prima che le porte si chiudano. Nonostante tutto, Minho e Thomas sopravvivono alla notte durante cui Thomas stesso riesce a uccidere un Dolente, e tornano il giorno dopo portando con loro Alby, ormai in condizioni critiche di salute.
Minho fa diventare Thomas un Velocista. Il giorno successivo, Thomas accompagna Minho e pochi altri nel Labirinto per incominciare a studiare il loro nemico. Trovano il cadavere del Dolente schiacciato tra le pareti mobili del labirinto e ne rimuovono una parte, che si rivela essere meccanica: un cilindro elettronico numerato con la sigla W.C.K.D. e il numero 7 riportato su di un piccolo display digitale: il suo numero corrisponde a una certa sezione nel labirinto. Intanto, la scatola invia nella Radura una ragazza (la prima mai introdotta) che, a quanto pare, riconosce Thomas. La ragazza, di nome Teresa, porta con sé due siringhe riempite con una sostanza misteriosa. I Radurai ne utilizzano una su di Alby, che si riprende a poco a poco dalla puntura.
Minho e Thomas si avventurano nella sezione 7, da cui pare provenire il Dolente alla ricerca di una via di fuga. Durante la loro esplorazione, il cilindro elettronico preso dal Dolente incomincia a emettere dei segnali sonori; seguendo il segnale, Thomas e Minho raggiungono una sezione fino ad allora inesplorata che sembra essere la conduttura usata dai Dolenti per entrare e uscire dal complesso. Uno scanner però li identifica come intrusi e fa scattare un allarme. Minho e Thomas riescono a malapena a fuggire e, una volta usciti, informano gli altri. Quella notte le porte automatiche del Labirinto non vengono chiuse, permettendo a un'ondata di Dolenti di invadere la Radura e attaccare, uccidendo, tra gli altri, anche Alby, che era ormai completamente guarito. Pur di riacquistare la memoria, Thomas si pugnala alla gamba col pungiglione di un Dolente rimasto ferito e, dopo essere stato curato col siero da Teresa, ricorda un particolare importante: lui e Teresa erano parte integrante dell'organizzazione che ha creato il Labirinto. Quest'ultimo, in particolare, non è che un test a cui i ragazzi sono stati sottoposti. Gally incolpa Thomas e Teresa di tutto e cerca di ucciderli sacrificandoli ai Dolenti. I Radurai lo fermano e la maggior parte di essi decide di seguire Thomas attraverso la via di fuga nel Labirinto.
Dopo una lunga corsa attraverso le varie sezioni, i superstiti alla fuga finiscono in un laboratorio moderno costellato di apparecchiature danneggiate e da cadaveri degli stessi scienziati. Thomas interagisce con un terminale e fa partire un video in cui una donna spiega che il pianeta è stato distrutto da un incremento dell'attività solare, seguita da un'epidemia globale su scala planetaria. I giovani nella Radura erano tutti parte di un esperimento per verificare la loro apparente resistenza all'epidemia stessa e, inoltre, per studiarne la psicologia e la capacità di adattamento in una situazione di sopravvivenza in ambiente ostile. Al termine della registrazione si vede la donna suicidarsi mentre il laboratorio viene attaccato da molti uomini armati.
Sembra tutto finito, quando compare Gally, armato di pistola e delirante a causa di una puntura; il ragazzo prova a sparare a Thomas, ma Minho riesce a trafiggerlo con una lancia. Tuttavia, anche se Gally viene ferito mortalmente, spara un colpo che ferisce in modo letale il piccolo Chuck. Poi, diversi uomini mascherati entrano improvvisamente nella stanza e accorrono a prendere il gruppo di ragazzi superstiti, con lo scopo di portarli in salvo. Vengono tutti fatti uscire dalla struttura e imbarcati su un elicottero. Durante il viaggio in elicottero, i sopravvissuti scoprono che il Labirinto si trova ubicato in un vasto deserto. Infine, la scena finale mostra gli scienziati, in realtà vivi e vegeti, seduti attorno a un tavolo; la donna del video, la cancelliera Ava Paige, afferma compiaciuta che l'esperimento è stato un successo e che può avere inizio la fase due.

## Personaggi
- Thomas: è il protagonista. Come tutti i ragazzi del campo, inizialmente non ricorda il suo nome. A differenza degli altri è particolarmente motivato a lasciare la radura. Sarà il primo a uccidere un Dolente. Diventerà un Velocista e riuscirà a portare fuori dal Labirinto alcuni dei ragazzi e Teresa.
- Alby: è il capo dei ragazzi del campo; è stato il primo ad arrivare nella radura 3 anni prima. Verrà punto da un Dolente ma la medicina portata dall'ultima arrivata, Teresa, lo salva. Morirà ucciso da un dolente nella notte dell'attacco.
- Newt: è il vice di Alby e diventa capo dopo che questo viene punto da un Dolente. Diventa subito molto amico di Thomas e lo nomina Velocista.
- Chuck: è una delle prime persone con cui Thomas stringe amicizia. È la recluta arrivata il mese prima di lui ed è molto giovane. Non potendo diventare Velocista a causa della sua costituzione robusta, aiuta gli altri ragazzi nello svolgimento di altre attività nella Radura. Viene ucciso da Gally nel laboratorio per difendere Thomas.
- Gally: è un membro del gruppo particolarmente violento, autoritario e poco riflessivo. Sebbene abbia un certo seguito tra i ragazzi, molti contestano il suo fare dispotico. Apparentemente muore ucciso da Minho.
- Minho: è il leader dei Velocisti ed è sempre il primo ad avventurarsi nel Labirinto per esplorarlo.
- Teresa: l'ultima arrivata, nonché l'unica ragazza del gruppo. Ricorda il proprio nome fin da subito, assieme a un vago ricordo di Thomas. Porta con sé due fiale di antidoto contro le punture dei Dolenti.
- I Dolenti: sono i guardiani del Labirinto. Grotteschi incroci tra esseri mutati e strutture cibernetiche, la loro struttura corporea ricorda molto quella di scorpioni privi di chele. La loro coda è dotata di una morsa con cui possono afferrare le vittime, sotto la quale si trova un micidiale pungiglione. Le loro altre zampe meccaniche servono prevalentemente per arrampicarsi, persino sulle ripide pareti del Labirinto. Possono comunque utilizzare le proprie fauci per afferrare e sbranare le prede. Non è chiaro se, una volta punta una vittima, i dolenti la abbandonino al suo destino di sofferenze e morte poiché, a più riprese, i mostri acciuffano alcuni dei ragazzi e li fanno a pezzi nonostante li abbiano già infettati.

## Produzione

### Riprese
Le riprese del film sono iniziate nel maggio e terminate nel luglio 2013 e si sono svolte nello stato della Louisiana (Stati Uniti d'America), nelle città di Baton Rouge e Jackson.
Il disegnatore Ken Barthelmey ha partecipato creando vari concept art per il film.
Il budget del film è stato di 34 milioni di dollari.

### Cast
Per il ruolo di Thomas sono stati provinati gli attori Brenton Thwaites e Connor Paolo prima che il ruolo andasse a Dylan O'Brien.

## Promozione
Il primo trailer del film è stato diffuso il 18 marzo 2014, il teaser trailer italiano il 13 luglio 2014.

## Distribuzione
La pellicola, inizialmente programmata per il 14 febbraio 2014, è stata posticipata e distribuita nelle sale cinematografiche statunitensi a partire dal 19 settembre dello stesso anno. L'anteprima italiana è avvenuta il 23 settembre a Catania, durante il TrailersFilmFestival al teatro Metropolitan, mentre la distribuzione nelle sale è partita dall'8 ottobre.

### Divieti
Negli Stati Uniti il film ottiene il rating PG-13, ovvero il divieto ai minori di 13 anni non accompagnati, mentre in Italia viene vietato ai minori di 14 anni non accompagnati.

## Accoglienza

### Incassi
Il film ha incassato 102,4 milioni di dollari nel Nord America e 245,8 nel resto del mondo, per un incasso mondiale di 348,3 milioni di dollari.

### Critica
Sull'aggregatore Rotten Tomatoes il film riceve il 65% delle recensioni professionali positive, con un voto medio di 5,92 su 10 basato su 175 critiche, mentre su Metacritic ottiene un punteggio di 57 su 100 basato su 34 critiche.

### Primati
La pellicola è diventata il terzo miglior incasso di tutti i tempi in Malaysia, dietro Avatar e X-Men - Giorni di un futuro passato.

## Riconoscimenti
- 2015 - MTV Movie Awards[17][18]
  - Miglior performance rivelazione a Dylan O'Brien
  - Miglior combattimento tra Dylan O'Brien e Will Poulter
  - Miglior eroe a Dylan O'Brien
  - Candidatura per la performance più terrorizzante a Dylan O'Brien
- 2015 - Teen Choice Awards[19]
  - Candidatura per il miglior film d'azione
  - Candidatura per il miglior attore in un film d'azione a Dylan O'Brien
  - Candidatura per la miglior attrice in un film d'azione a Kaya Scodelario
  - Candidatura per la miglior intesa in un film a Dylan O'Brien e Thomas Brodie-Sangster
  - Candidatura per la miglior stella emergente in un film a Thomas Brodie-Sangster

## Sequel
Nell'ottobre 2013 la 20th Century Fox ha acquistato i diritti cinematografici del secondo romanzo della serie, La fuga - Maze Runner (The Scorch Trials), pubblicato da Dashner nel 2010, per produrre un seguito del film, uscito il 15 ottobre 2015.